# Quang Trung, Vinh
Quang Trung là một phường thuộc thành phố Vinh, tỉnh Nghệ An, Việt Nam.
Theo Nghị quyết số 1243/NQ-UBTVQH15 của Uỷ ban thường vụ Quốc hội về việc sắp xếp đơn vị hành chính cấp huyện, cấp xã của tỉnh Nghệ An giai đoạn 2023 - 2025, toàn bộ diện tích tự nhiên là 0,67 km², quy mô dân số là 12.618 người của phường Đội Cung và toàn bộ diện tích tự nhiên là 0,87 km², quy mô dân số là 13.713 người của phường Lê Mao sẽ được sáp nhập vào phường Quang Trung. Sau khi nhập, phường Quang Trung có diện tích tự nhiên là 2,12 km² và quy mô dân số là 38.511 người.
Phường Quang Trung sau khi sáp nhập giáp các phường Cửa Nam, Đông Vĩnh, Hưng Bình, Lê Lợi, Trường Thi và Vinh Tân.

## Lịch sử
Thời nhà Nguyễn đây là trung tâm hành chính, thương mại của Vinh và Nghệ An.
Thời Pháp thuộc đây là nơi tập trung các nhà máy công nghiệp. Khu vực này là nơi Nguyễn Thị Minh Khai sinh ra và lớn lên.
Trong chiến tranh Việt Nam, khu vực này bị oanh tạc và bị phá hủy nặng nề.
Sau năm 1975, Cộng hòa Dân chủ Đức đã giúp quy hoạch và xây dựng lại một số công trình tại đây.
Phường Quang Trung được thành lập theo quyết định của Chủ tịch Hội đồng Bộ trưởng vào ngày 18 tháng 8 năm 1982 trên cơ sở sáp nhập 2 phường Quang Trung 1 và Quang Trung 2, và trở thành trung tâm kinh tế, văn hóa, xã hội của thành phố Vinh.
Năm 2006, phường Quang Trung thu ngân sách đạt xấp xỉ 7,9 tỷ đồng.